# Nkuwu a Ntinu
Nkuwu a Ntinu (transcrit en portuguès com Encu a Motino) va ser el tercer o quart manikongo del Regne del Congo, regnant en la segona meitat del segle XV fins a 1470, aproximadament.

## Rerefons
El manikongo Nkuwu a Ntinu era fill de Lukeni lua Nimi, a qui es considerava, en la tradició oral, fundador del regne del Congo. Poc se sap sobre Nkuwu a Ntinu o del seu regnat. El rei Nkuwu a Ntinu va ser el pare de Nzinga a Nkuwu, anomenat posteriorment João I, qui li va succeir c. 1470 i regnava al país quan els portuguesos van entrar per primera vegada en escena en 1483, posant al Congo en contacte amb Europa i la cultura occidental. En aquest any, una caravel·la portuguesa, capitanejada per Diogo Cão va aconseguir la desembocadura del riu Congo, entaulant contacte amb membres del Regne del Congo.
El rei Nkuwu a Ntinu va ser l'últim dels reis precristians del Congo.